# Wat Rong Khun
Wat Rong Khun (em  tailandês: วัด ร่อง ขุ่น), talvez mais conhecido por estrangeiros como o Templo Branco, é uma exposição de arte contemporânea, não convencional, de propriedade privada, no estilo de um templo budista na  província de Chiang Rai, na Tailândia. É de propriedade de Chalermchai Kositpipat, que projetou, construiu e abriu para visitantes em 1997.

## História
No final do século XX, o original Wat Rong Khun estava em péssimo estado de conservação. Fundos não estavam disponíveis para renovação. Chalermchai Kositpipat, um artista local de Chiang Rai, decidiu reconstruir completamente o templo e financiar o projeto com seu próprio dinheiro. Até hoje, Chalermchai gastou THB1,080 milhões de seu próprio dinheiro no projeto. O artista pretende que a área adjacente ao templo seja um centro de aprendizado e meditação e que as pessoas se beneficiem dos ensinamentos budistas. Kositpipat considera o templo como uma oferenda ao Senhor Buda e acredita que o projeto lhe dará vida imortal. Hoje as obras estão em andamento, mas não se espera que sejam concluídas até 2070. A admissão no complexo de wat é gratuita para tailandeses e THB100 para estrangeiros. As doações são aceitas, mas não devem exceder THB10.000, pois Chalermchai se recusa a ser influenciado por grandes doadores.

## Estruturas e Simbolismo
Quando concluído, o complexo do templo branco terá nove edifícios, incluindo o ubosot existente, uma sala de relíquias, uma sala de meditação, uma galeria de arte e alojamentos para monges.
A ponte do "ciclo de renascimento": o edifício principal no templo branco, o ubosot, é alcançado através da travessia de uma ponte sobre um pequeno lago. Na frente da ponte há centenas de mãos que simbolizam o desejo desenfreado. A ponte proclama que o caminho para a felicidade é abandonar a tentação, a ganância e o desejo. Ao lado do lago estão duas Kinnara muito elegantes, criaturas metade humanas e meio pássaro da mitologia budista.
Portão do Céu: Depois de cruzar a ponte, o visitante chega ao "portão do céu", guardado por duas criaturas representando a Morte e Rahu, que decide o destino dos mortos. Na frente do ubosot estão várias imagens meditativas de Buda.
Ubosot: O edifício principal, o ubosot é um edifício todo branco com fragmentos de vidro espelhado embutido no exterior do edifício. O ubosot incorpora elementos de design da arquitetura tailandesa clássica, como o telhado de três camadas e o uso abundante de serpentes Naga. Dentro do templo, a decoração rapidamente se move de branco imaculado para ardente e desconcertante. Murais retratam chamas laranja e demônios, intercalados com ídolos ocidentais como Michael Jackson,  Neo de Matrix, Freddy Krueger e uma T-800 do Exterminador do Futuro. Imagens de guerra nuclear, ataques terroristas como o ataque ao World Trade Center e bombas de óleo dão conta do impacto destrutivo que os humanos tiveram na Terra. A presença de  Harry Potter, Superman e Hello Kitty confunde um pouco a mensagem, mas a moral é clara: as pessoas são más.
O edifício de ouro: Uma estrutura que se destaca por sua cor é o edifício salas de descanso. Outra estrutura muito ornamentada, este edifício dourado representa o corpo, enquanto o ubosot branco representa a mente. O ouro simboliza como as pessoas se concentram em desejos mundanos e dinheiro. O edifício branco representa a ideia de fazer mérito e se concentrar na mente, em vez de coisas materiais e posse.

## Sismo
Em 5 de maio de 2014, às 18:08 (hora local), o templo foi danificado pelo sismo em Mae Lao que atingiu a província. Foi fechado indefinidamente. Chalermchai disse em 6 de maio que ele demoliria as estruturas por razões de segurança e não as reconstruiria.
Em 7 de maio, depois que uma equipe de especialistas em engenharia inspecionar e afirmar que todos os edifícios do complexo passaram estruturalmente ilesos pelo terremoto, Chalermchai anunciou que restauraria o templo à sua beleza original em dois anos e prometeu devotar sua vida ao trabalho. Ele também anunciou que a área do templo estaria aberta aos visitantes na tarde de 8 de maio. O prédio da galeria abriu pouco depois. Mas para alguns edifícios, especificamente, o próprio ubosot, os visitantes só podem tirar fotos do lado de fora.

## Visitantes
A estrutura está aberta o ano todo. A entrada para cidadãos tailandeses é gratuita, os estrangeiros são obrigados a pagar 50 baht.

## Galeria

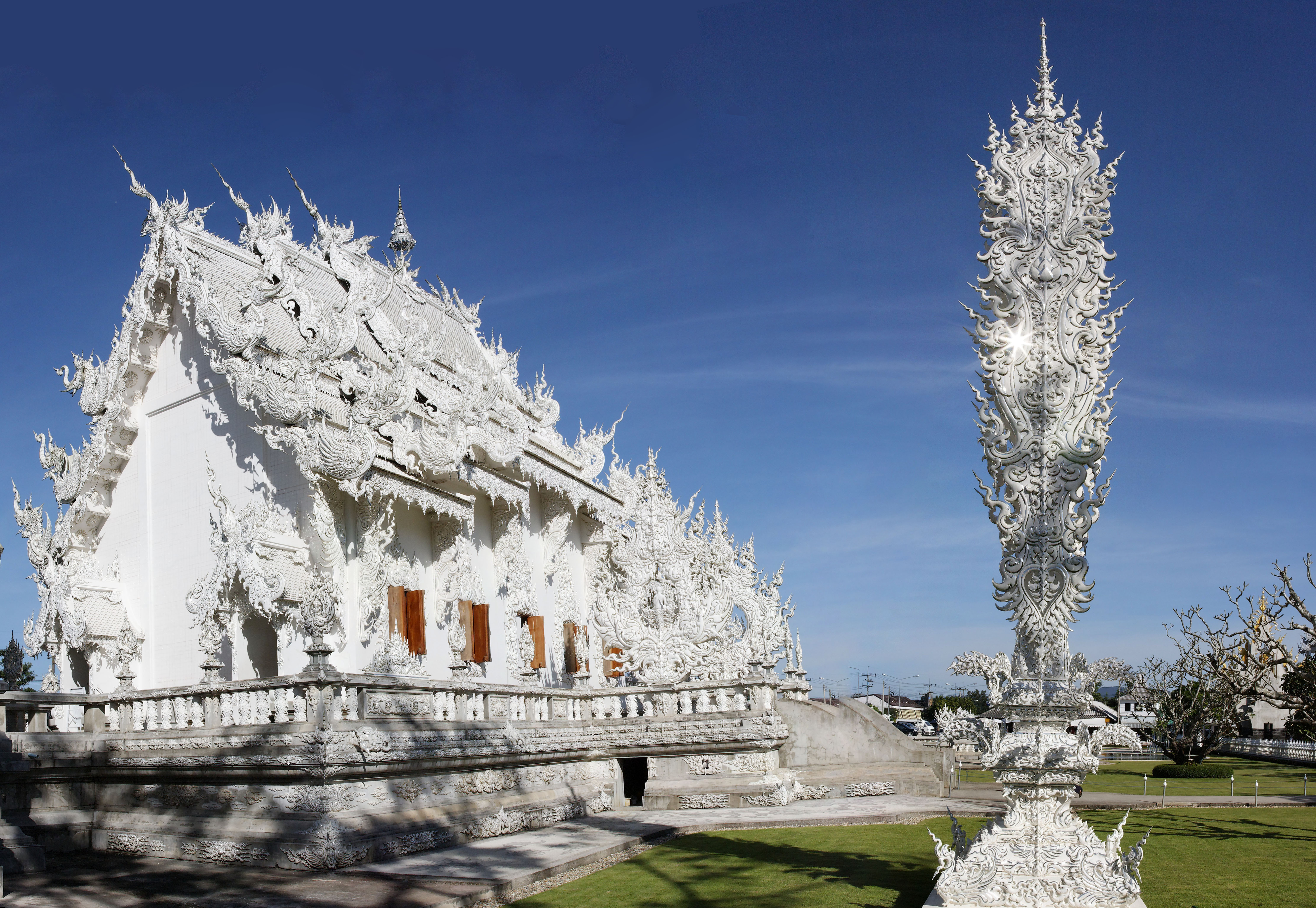
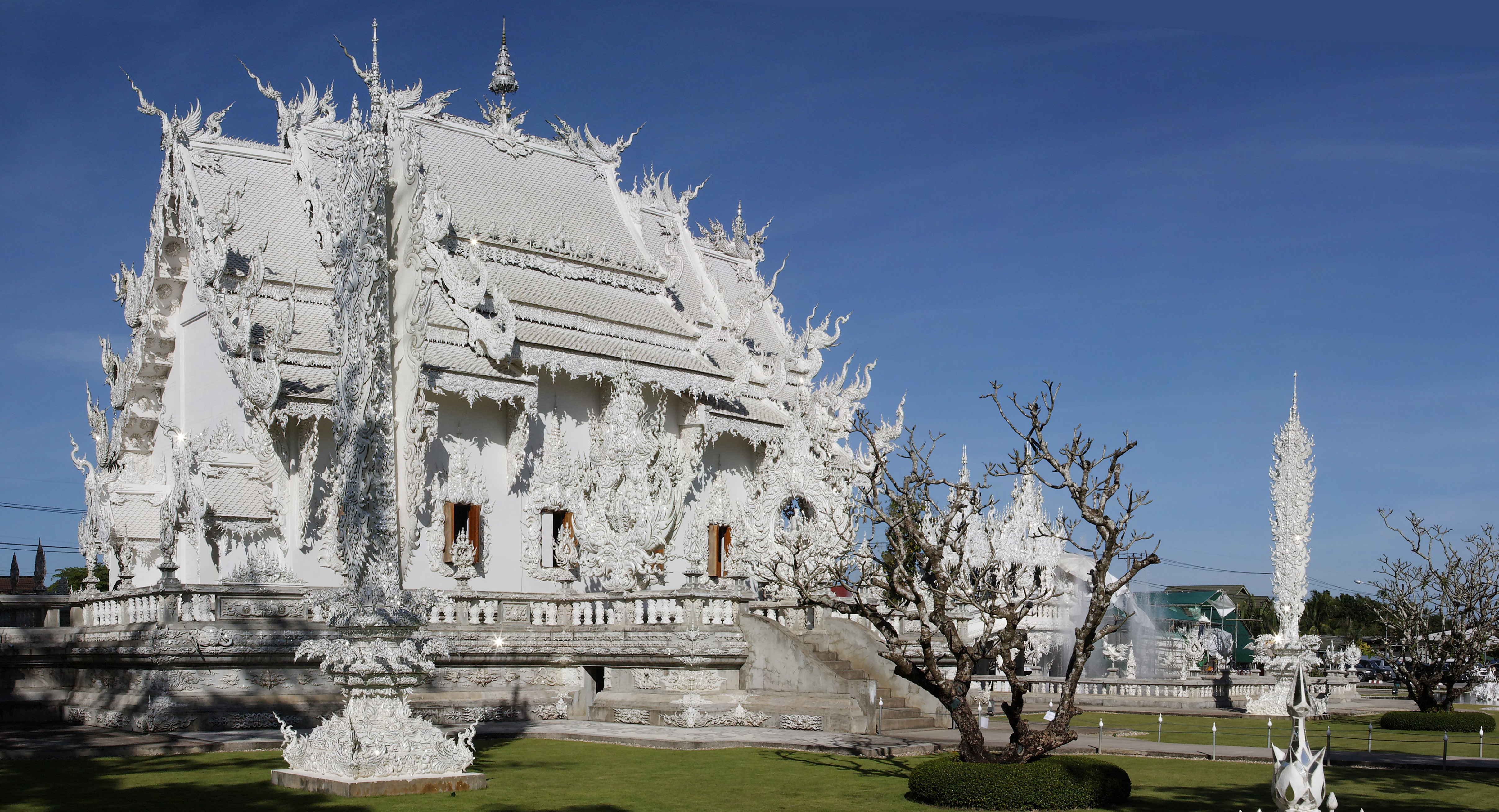
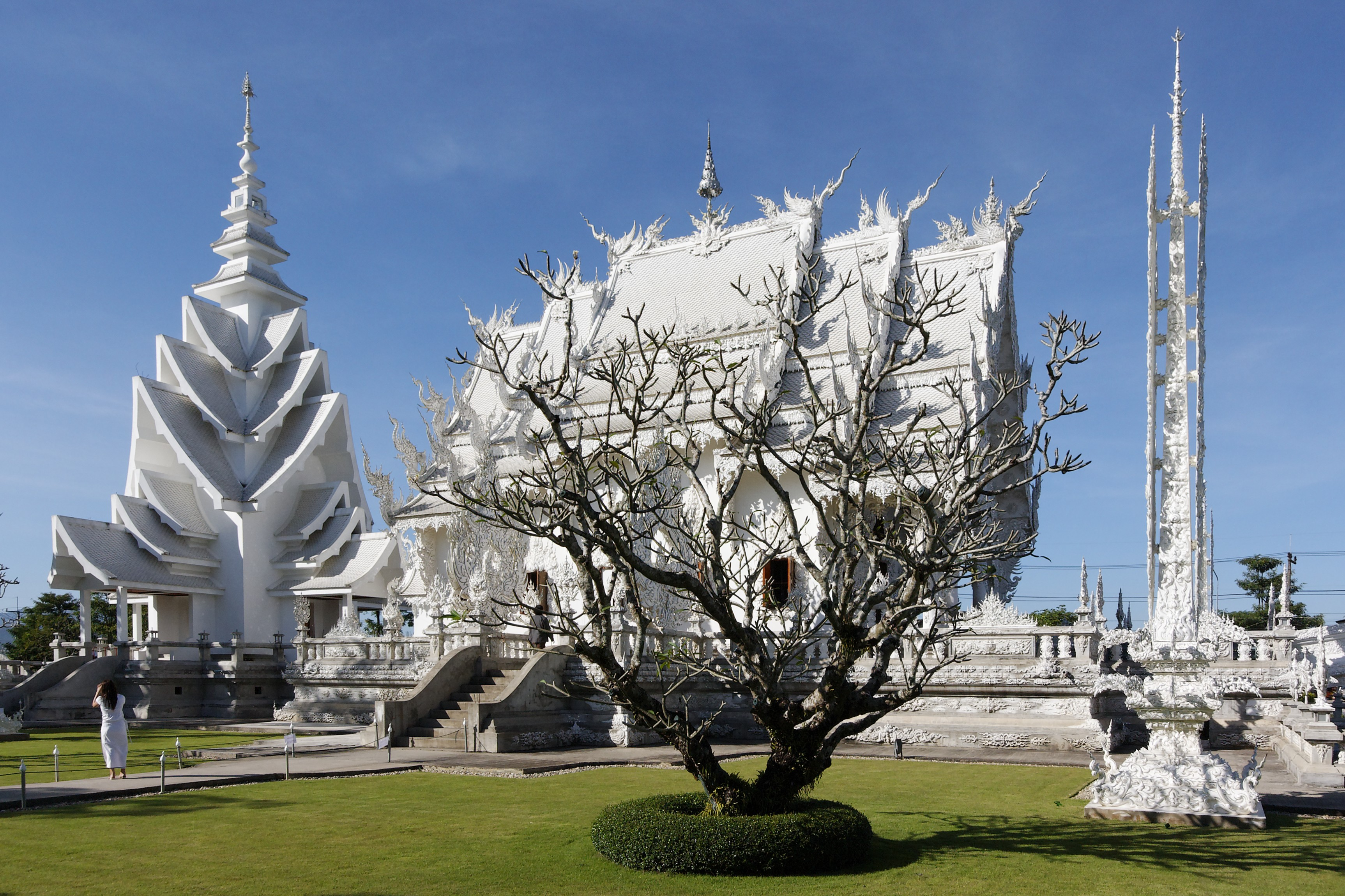
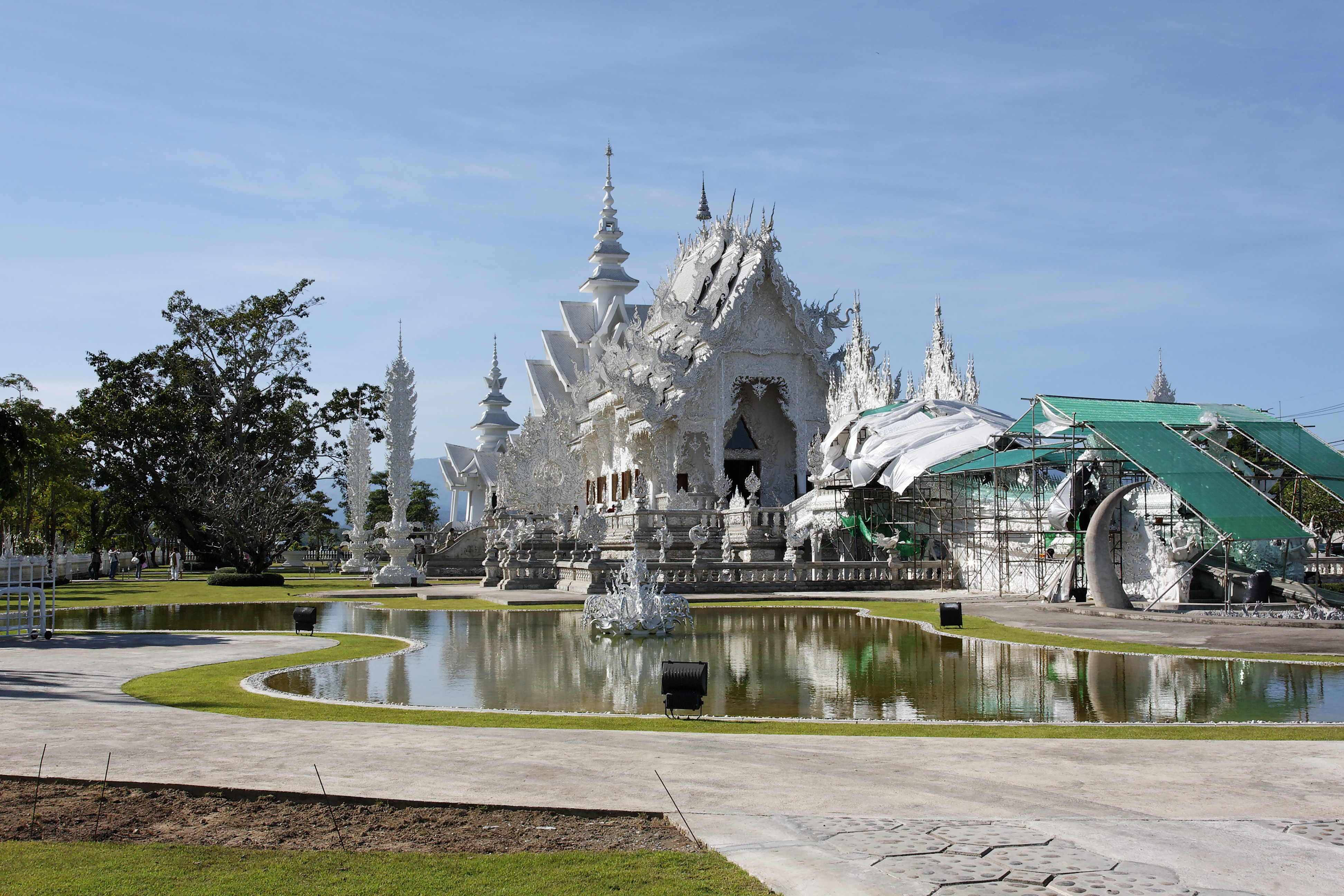
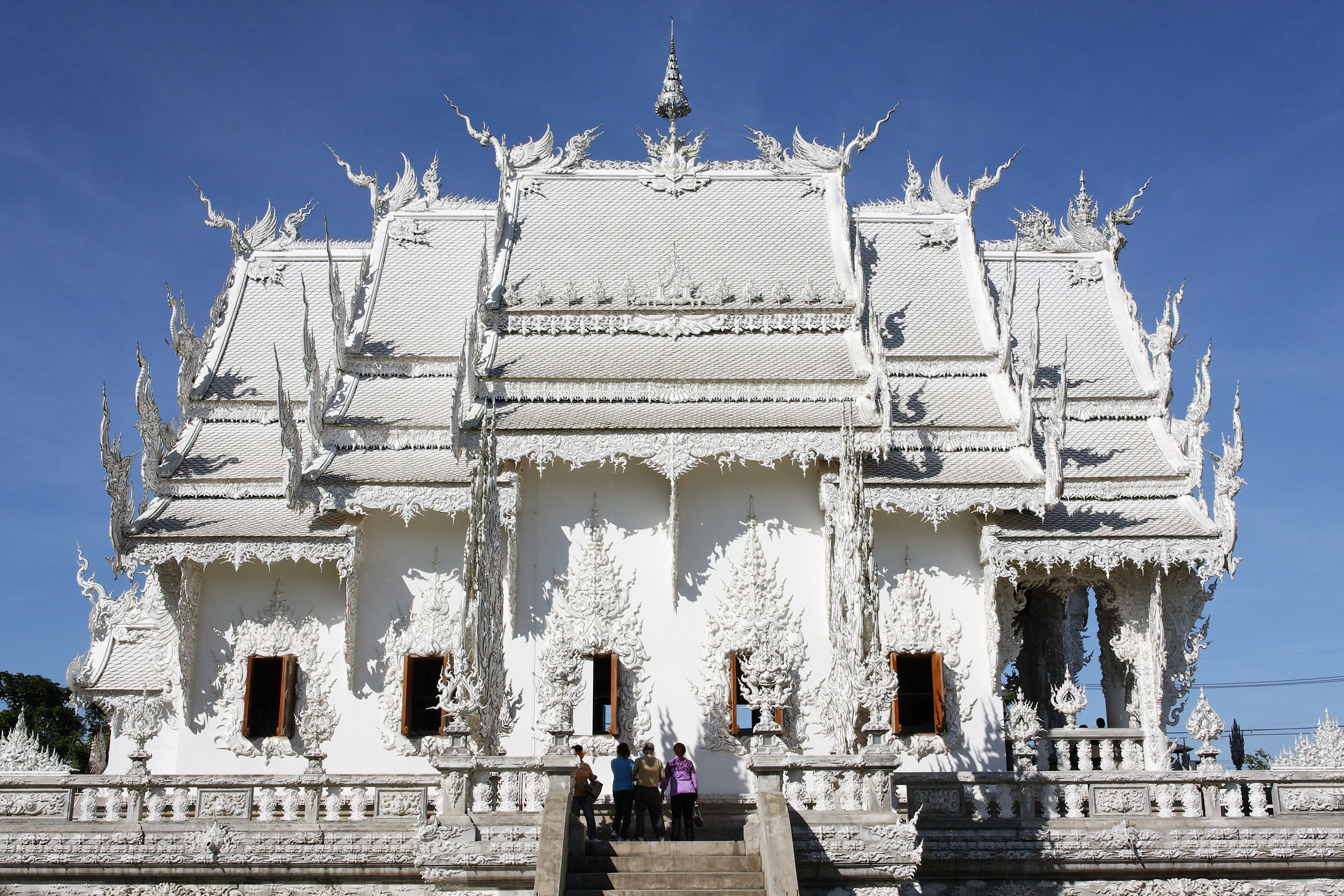
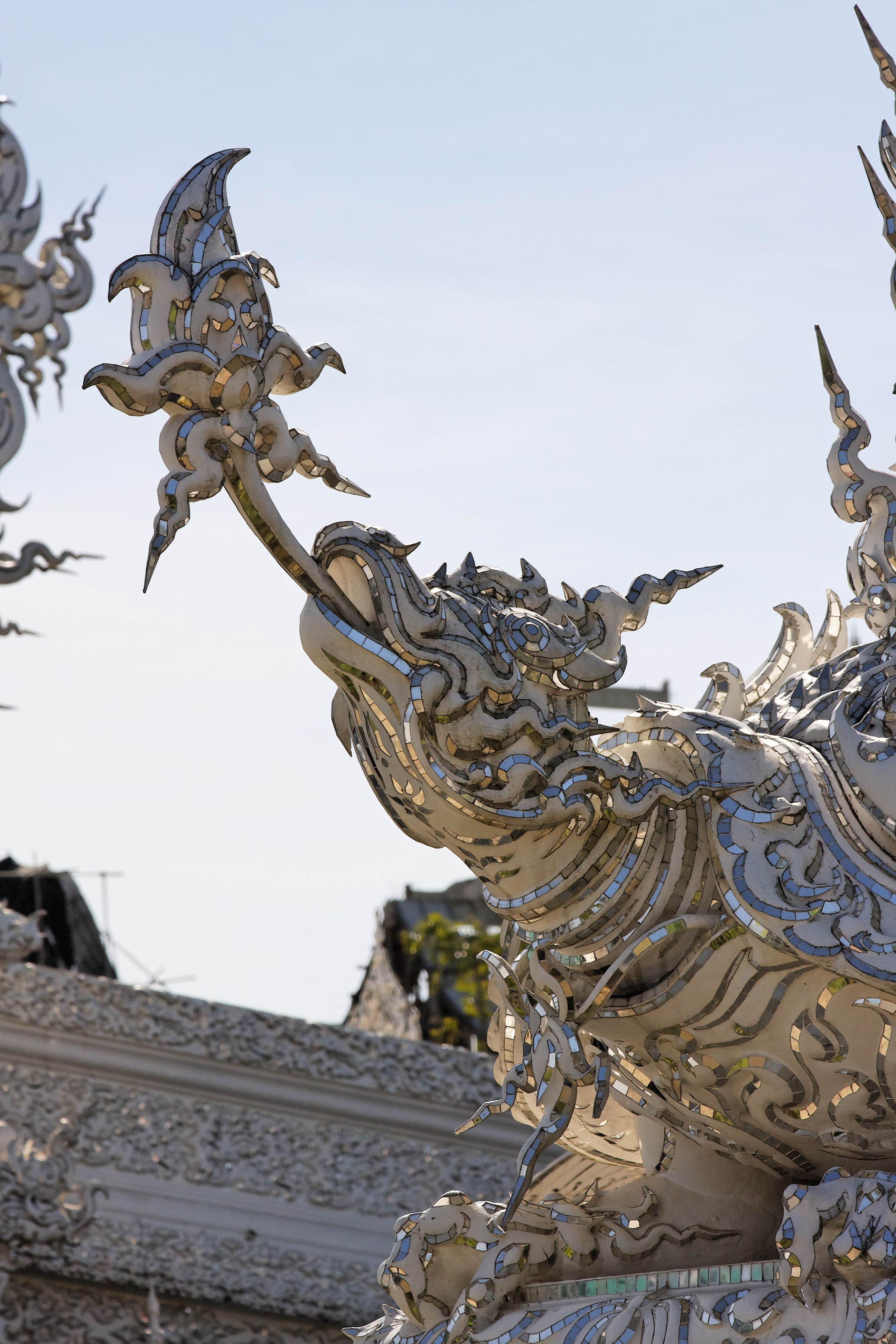
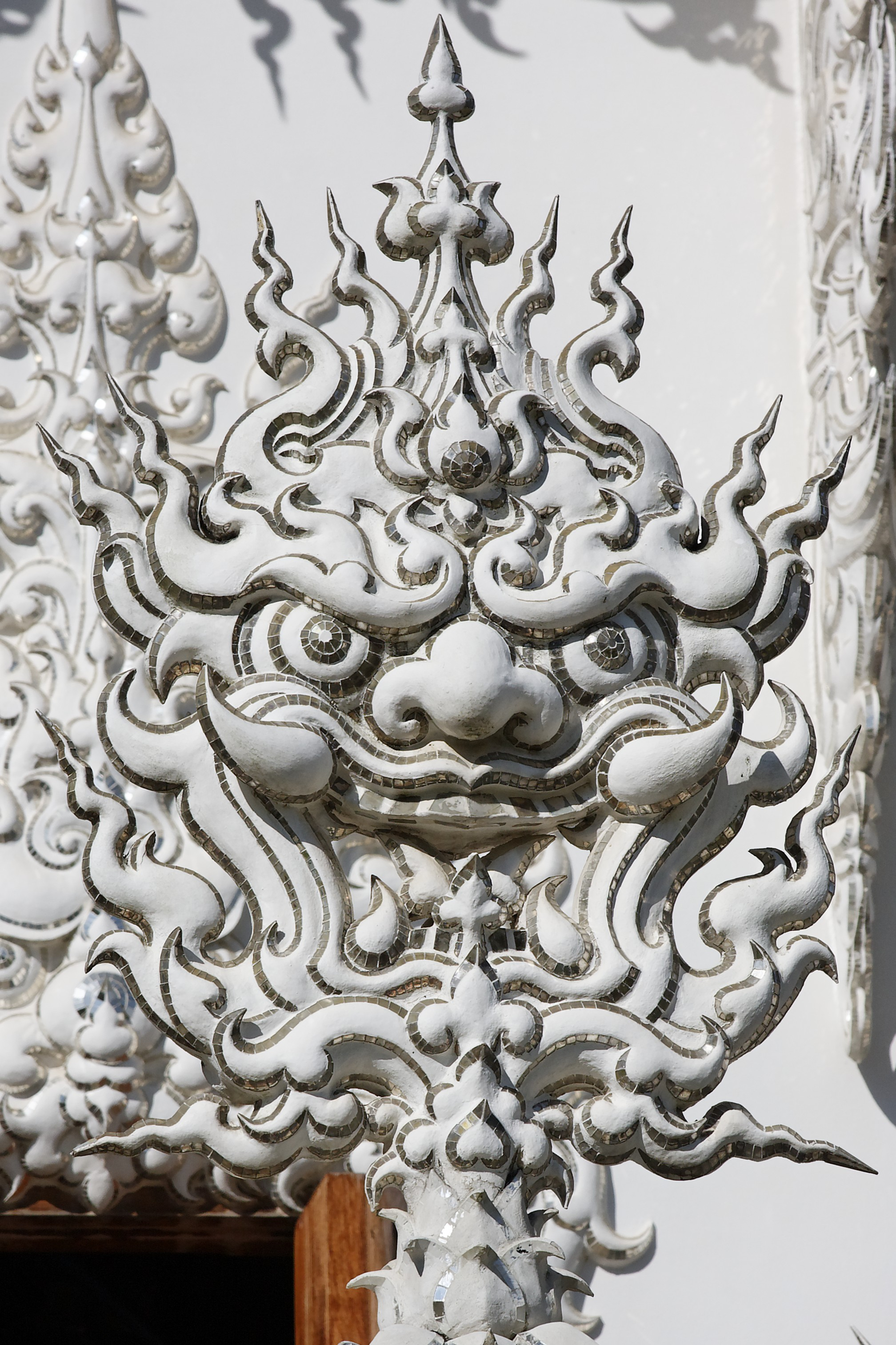
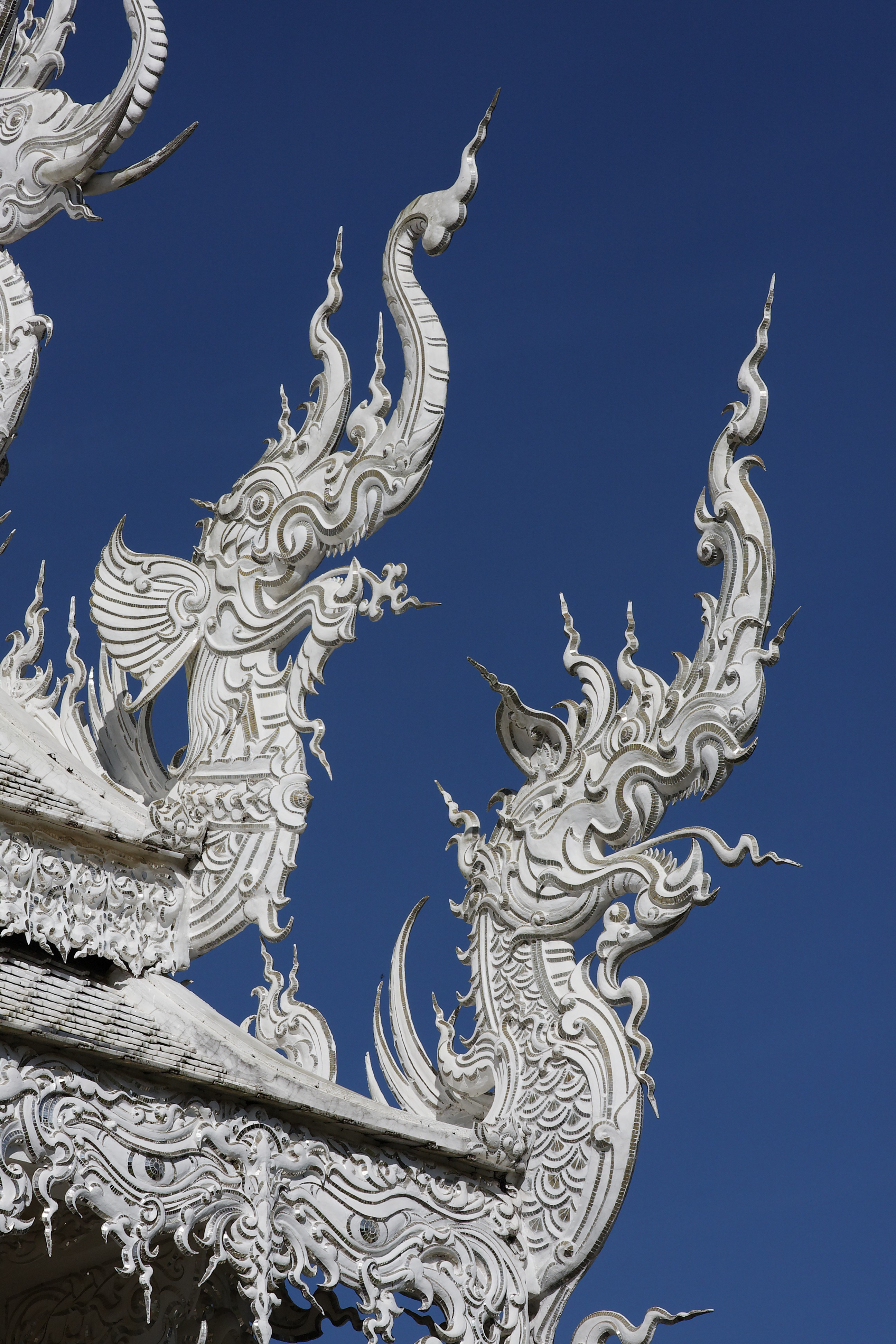
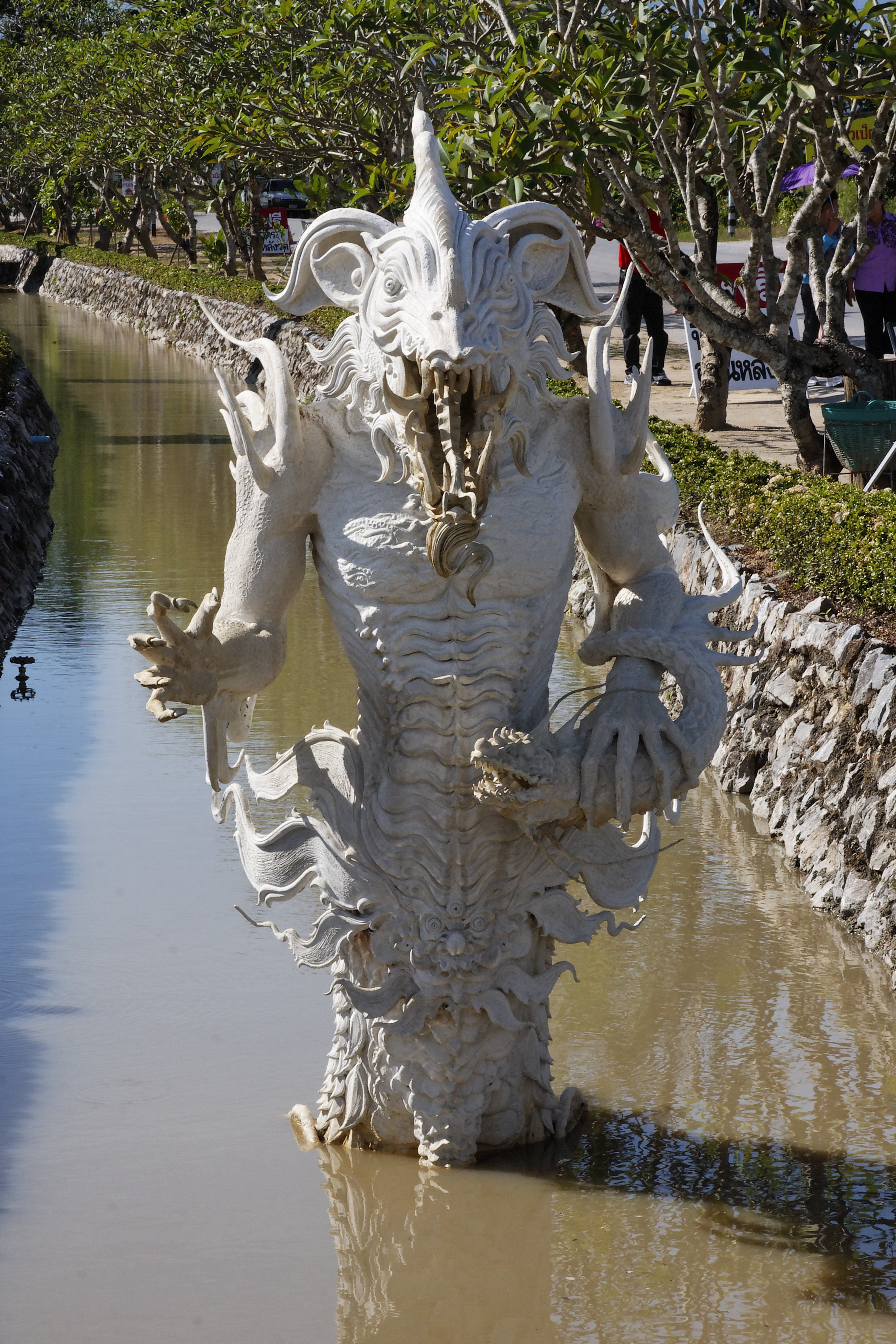
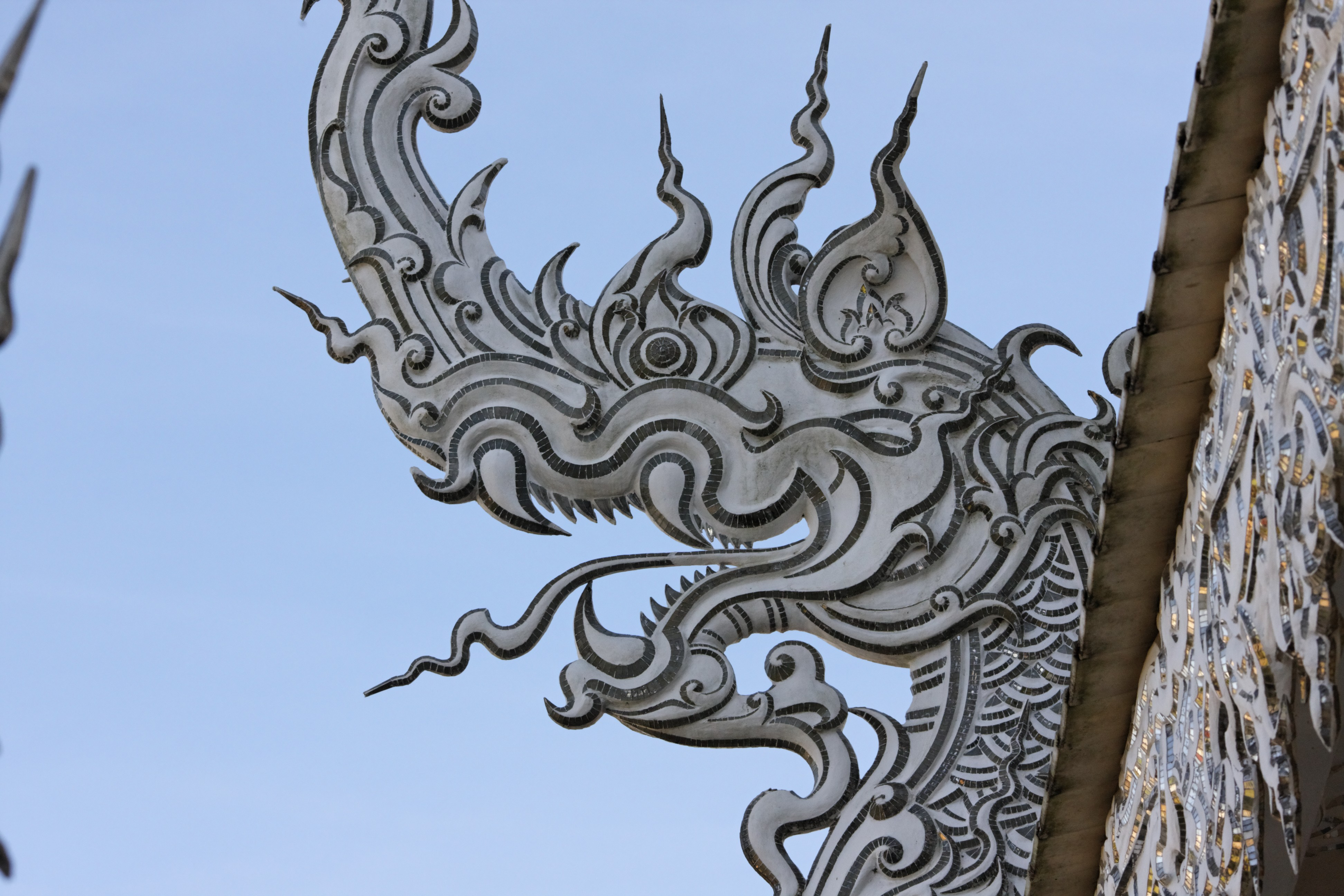
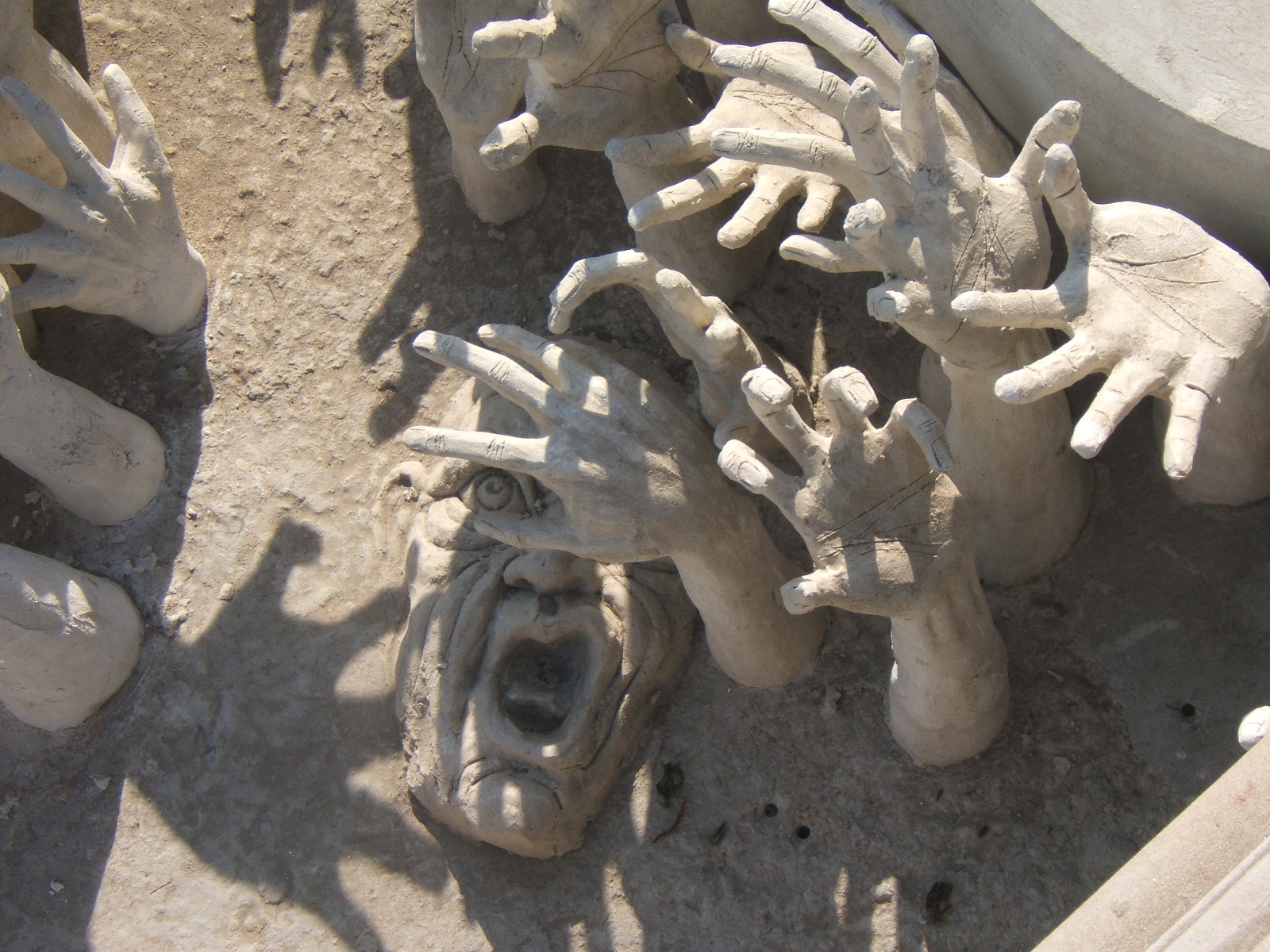
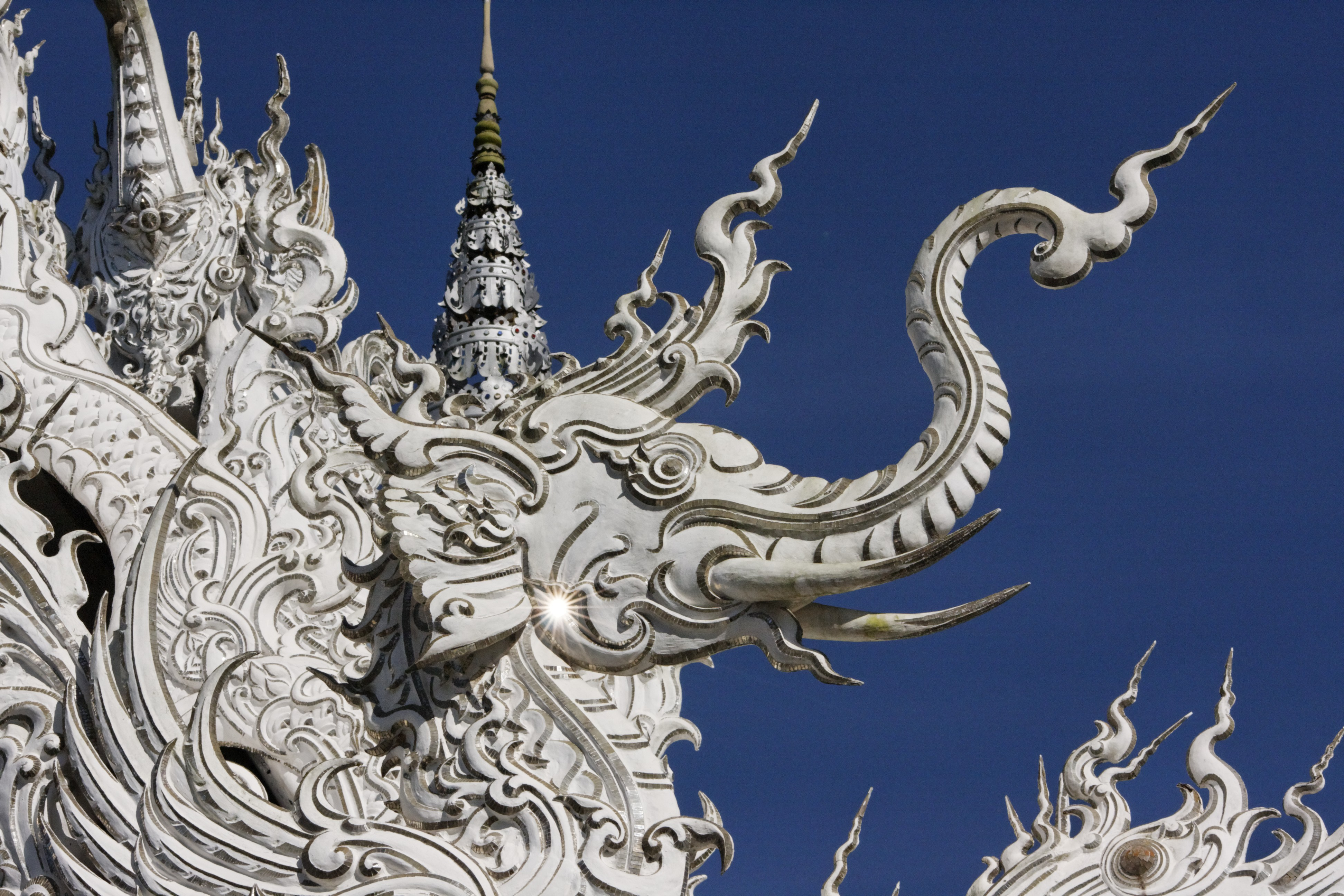
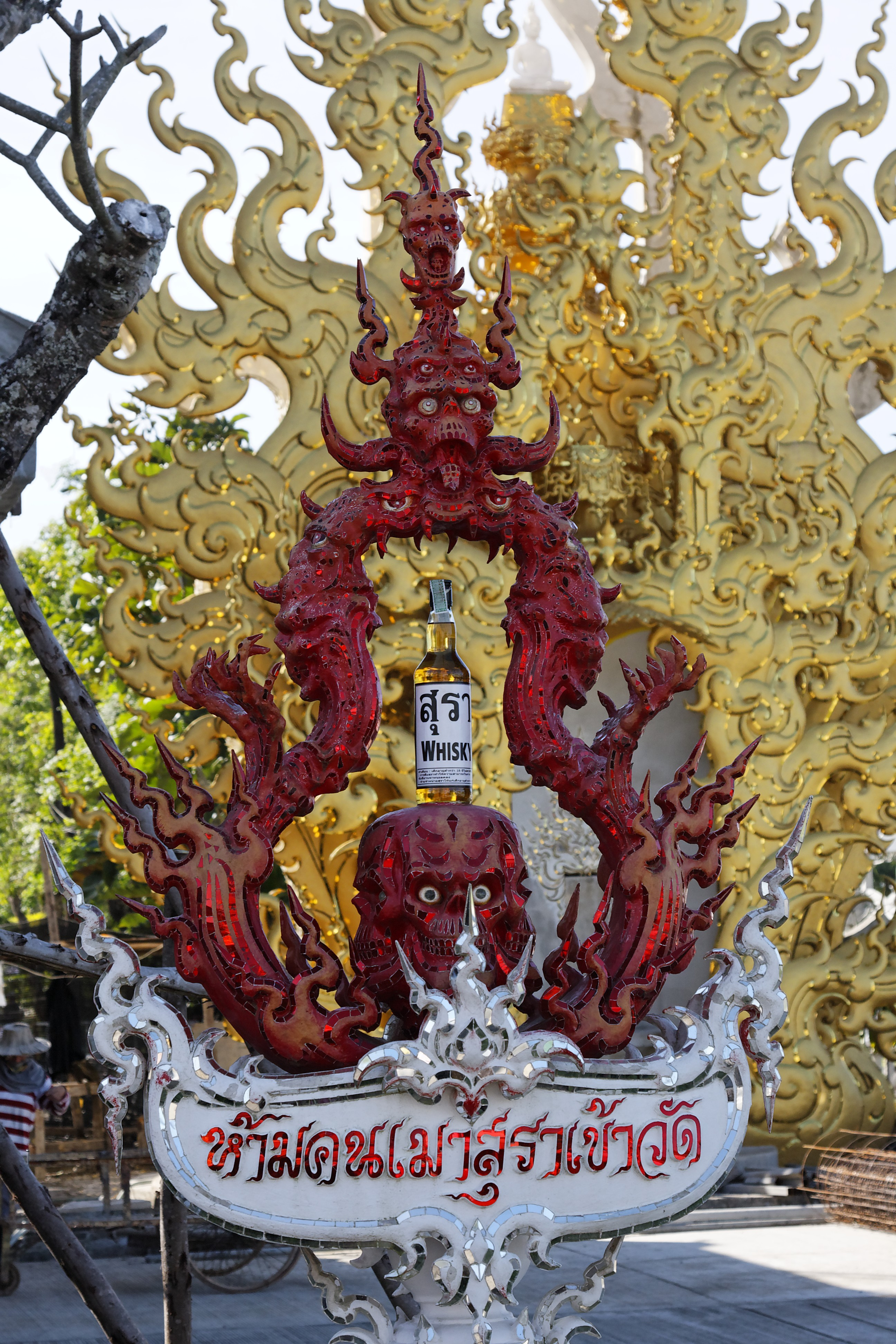
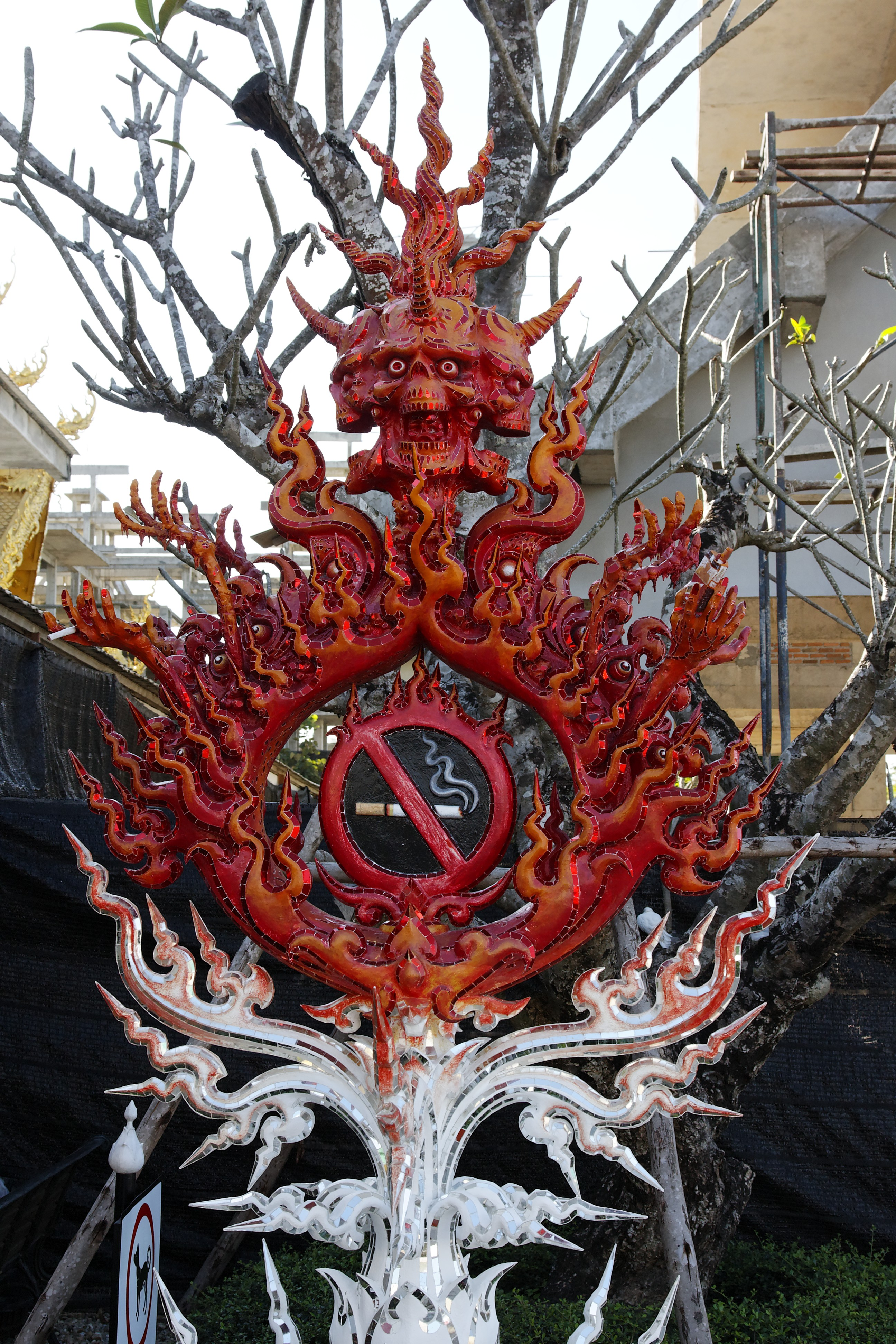
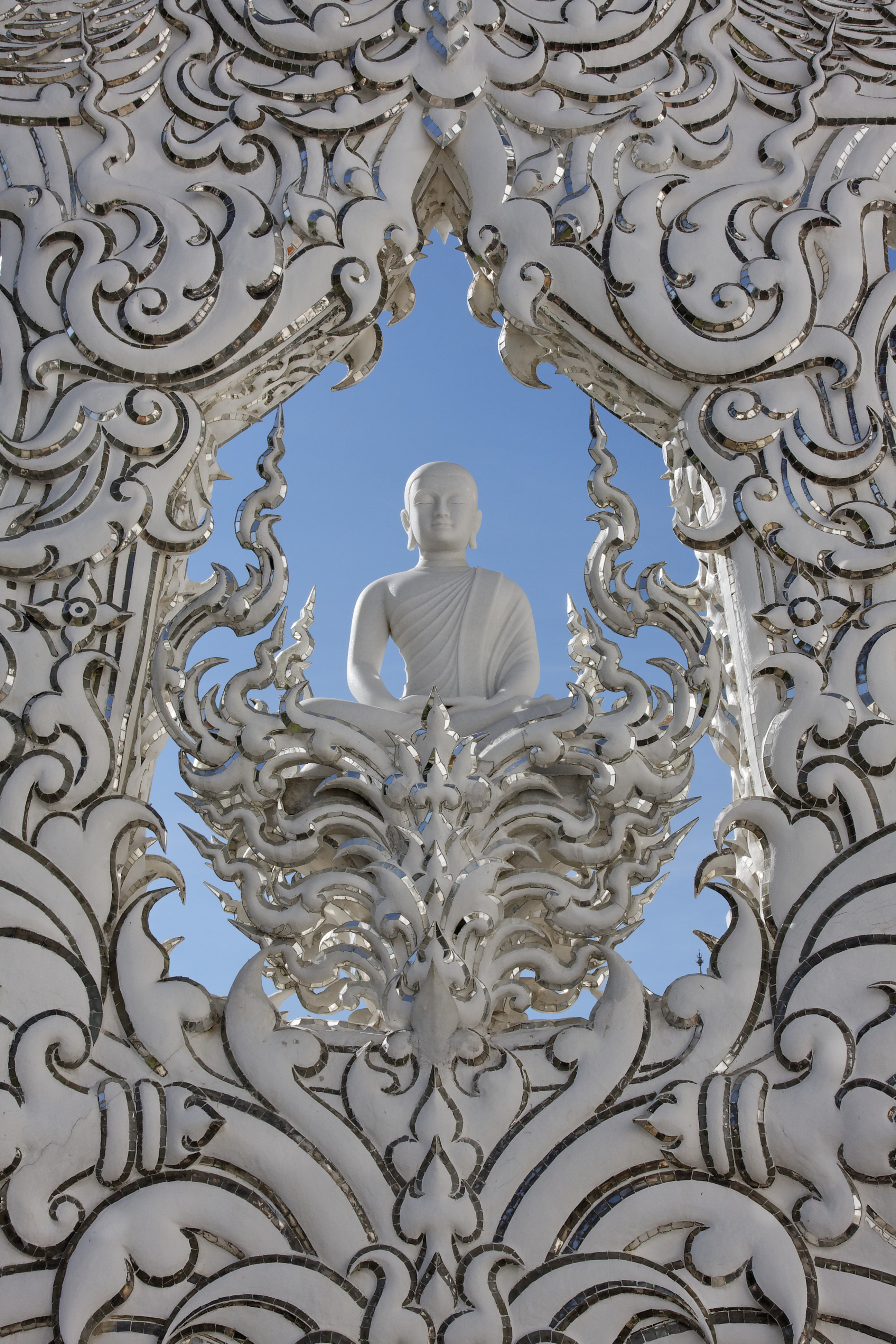